# Catedral de la Inmaculada Concepción (Memphis)
La Catedral de la Inmaculada Concepción  (en inglés: Cathedral of the Immaculate Conception) Es una catedral católica en Memphis, Tennessee, Estados Unidos. Es la sede de la diócesis de Memphis.
La parroquia de la Inmaculada Concepción fue establecida por el obispo Thomas Sebastian Byrne de la diócesis de Nashville en 1921. Era la novena parroquia en Memphis. y Mons. Dennis J. Murphy fue nombrado primer pastor de la parroquia. Él construyó un edificio de ladrillo de tres pisos que sirvió como una combinación de iglesia y escuela. Sigue sirviendo a la parroquia hoy como su edificio escolar. Las Hermanas de la Misericordia formaron la primera facultad de la escuela.
La construcción del actual edificio de la iglesia fue comenzada en 1927. Richard J. Regan del grupo Regan of Regan and Weller Architects fue elegido para diseñar la iglesia. La cripta inferior fue inicialmente construida y usada como la iglesia por diez años antes de que la iglesia superior fuese construida. La iglesia fue dedicada el 31 de julio de 1938.